# Маттеи
Матте́и (Mattei) — семейство «чёрной знати», давшее Ватикану восемь кардиналов и выстроившее в Риме пять палаццо в квартале, называемом «Островом Маттеи» (Isola Mattei), включая Палаццо Маттеи Паганика (Palazzo Mattei di Paganica), Палаццо Маттеи в районе Трастевере на правом берегу Тибра, а также дворцы Маттеи в Умбрии и Болонье.
Маттеи считали своими предками средневековых нобилей Папарески, к которым принадлежал папа Иннокентий II. В числе их резиденций — вилла Маттеи с садами, простирающимися от Целия до Авентина, и Палаццо Маттеи ди Джове, выстроенное в начале XVII в. архитектором Карло Мадерна и расписанное Пьетро да Кортона. Маттеи владели ключом от римского гетто (отчасти построенного на их землях) и носили титул герцогов Джиове (по принадлежавшему им селению в Умбрии). На пьяцца Маттеи высится сооружённый по заказу одного из Маттеи знаменитый Фонтан черепах. Собрание антиков Маттеи ныне выставлено в палаццо Альтемпс.

## Представители
- Алессандро Маттеи — феррарский архиепископ, известный дипломат